# Waldemar Wilenius
Waldemar Wilenius (Hämeenlinna, 26 ottobre 1868 – Helsinki, 21 settembre 1940) è stato un architetto finlandese della fine del diciannovesimo secolo e inizi del ventesimo.

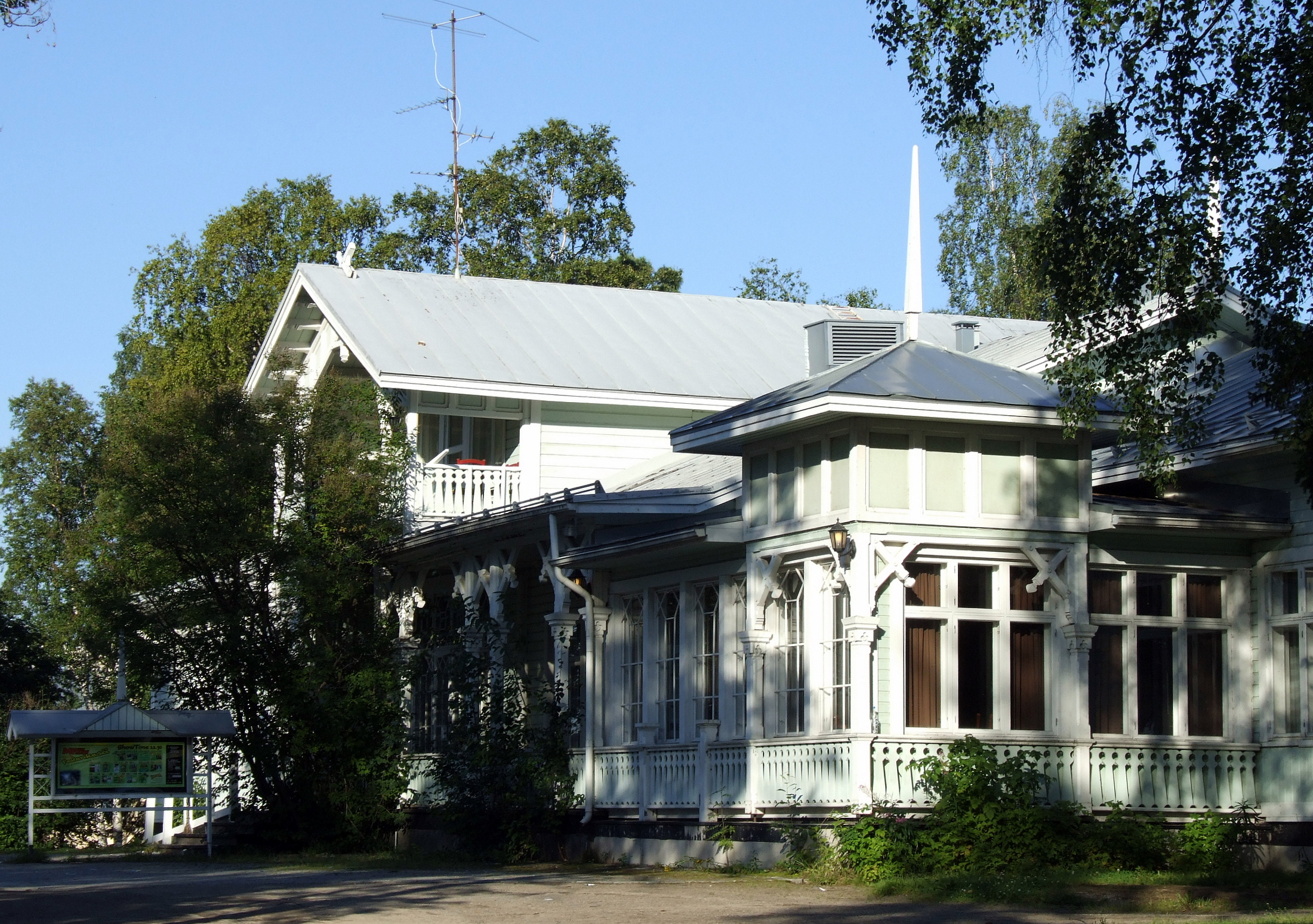
Park Pavilion, Kemi

Inizialmente progettava edifici in stile Neo-Rinascimentale, per poi dedicarsi all'Art Nouveau. Wilenius completò i suoi studi preso il Politecnico di Helsinki nel 1889, dopo i quali ne intraprese ulteriori presso la Reale Accademia delle Belle Arti di Stoccolma, e l'Università Tecnica di Berlino. Dopo gli studi, ritornò a Helsinki dove lavorò per il Consiglio Nazionale delle Costruzioni, ricoprendo diverse posizioni fino al 1889. Aprì anche un suo studio personale. Wilenus è particolarmente noto per alcuni condomini nel centro di Helsinki.

## Edifici di Waldemar Wilenius
- Padiglione del Parco, Kemi – 1893.
- Appartamenti di Kontio, Kruunuvuorenkatu 5/Kauppiaankatu 1–3, Helsinki − 1898.
- Appartamenti di Merilinna, Merikatu 1/Neitsytpolku 2, Helsinki − 1900.
- Appartamenti di Gunnebo Gård, Pietarinkatu 23/Huvilakatu 18, Helsinki − 1905.